# 馬拉卡納齊諾體育館

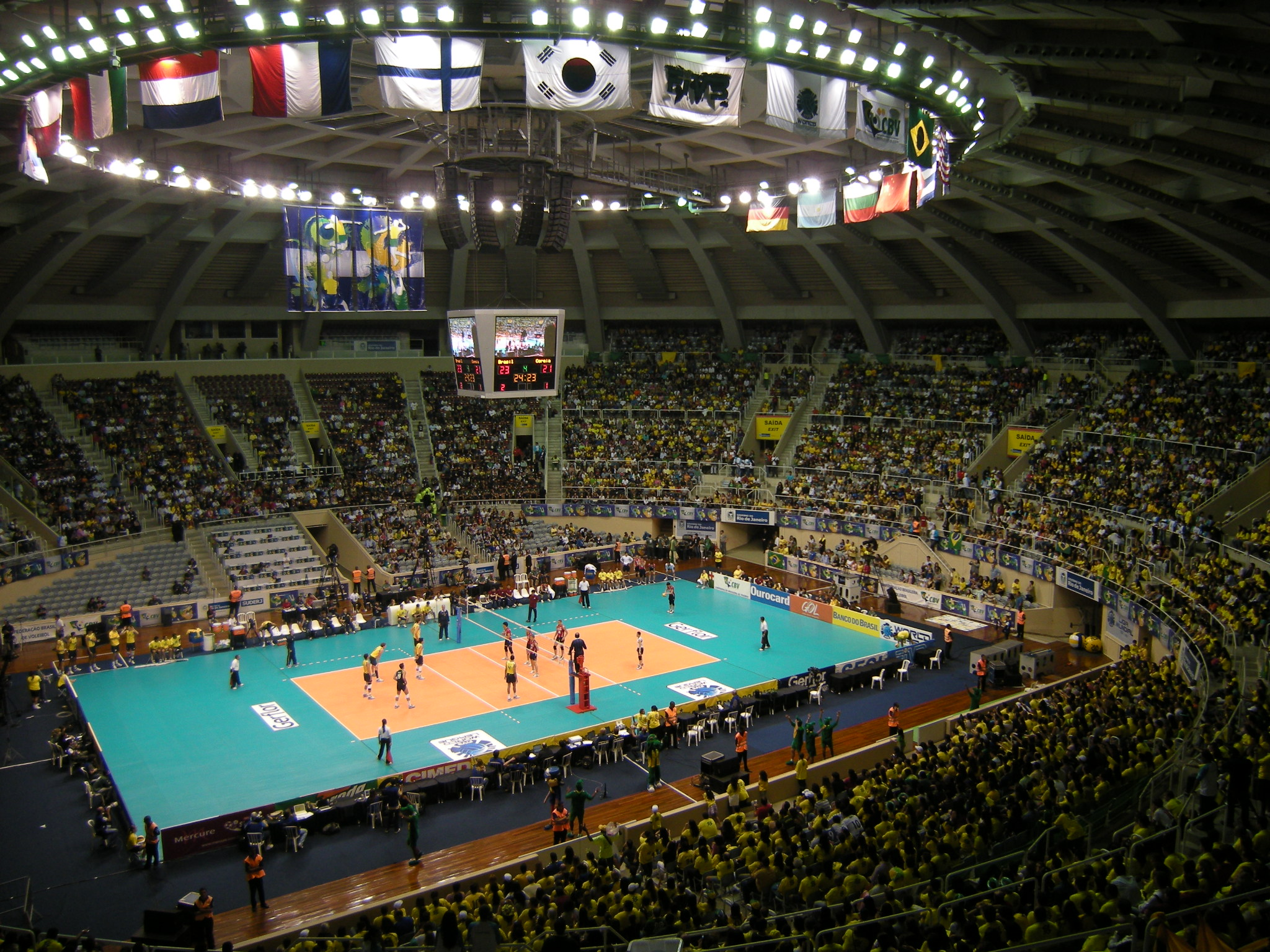
舉行排球比賽的馬拉卡納齊諾體育館

吉爾伯托·卡多佐體育館（葡萄牙語：Ginásio Gilberto Cardoso），有時簡稱為馬拉卡納齊諾，是一座位於巴西里約熱內盧馬拉卡納地區的室內體育館。該場館正式名稱的由來是弗拉門戈體育俱樂部的前主席吉爾伯托·卡多佐。體育館於1954年啟用，約可容納11,800人，多用於進行排球比賽。
場館隔壁即為著名的馬拉卡納體育場。

## 歷史
體育館的工程從1954年4月13日開始，持續了五個月後在同年9月24日宣告完工。落成一個月後立刻舉行1954年世界籃球錦標賽，當時場館湧入了25,000名觀眾。該場館也舉辦過1963年世界籃球錦標賽，見證了地主國巴西獲得第二座籃球世錦賽冠軍。
1950年代至60年代期間，瓜納巴拉小姐和巴西小姐的選美比賽於此進行。此外，在60年代與70年代此處舉辦了許多音樂節活動。
1990年世界男子排球錦標賽同樣在馬拉卡納齊諾體育館舉行。

## 重修
為了舉辦2007年泛美運動會排球比賽，場館進行一系列的改造。體育館開始啟用中央空調、新增一個四面記分板、全新的音響系統、採光設施、舒適的座椅，並且符合國際標準，因此馬拉卡納齊諾獲得了另外一些國際賽事的主辦權。翻修之後，場館座位略為減少，但也提升了觀眾的舒適度以及視野。近年來，此處舉辦過2013年世界柔道錦標賽和終極格鬥錦標賽（UFC）多場賽事。

## 2016年夏季奧林匹克運動會
該場館被選為2016年夏季奧林匹克運動會排球比賽的舉辦地點。

## 演唱會
眾多知名歌手及樂團曾在此舉行演唱會，部分名單如下：
- 傑克森五人組
- 地，風與火
- 創世紀樂團
- 埃利斯·庫珀
- 治療樂隊
- 新秩序樂團
- 深紫色樂團
- 警察樂隊
- Midnight Oil（英语：Midnight Oil）
- Peter Frampton（英语：Peter Frampton）
- 范·海倫
- 麥加帝斯
- 金屬製品
- Quiet Riot（英语：Quiet Riot）
- 史奇洛
- 鐵娘子樂團
- Faith No More（英语：Faith No More）
- 摩托頭
- Jethro Tull（英语：Jethro Tull (band)）

## 外部連結
- 官方網站[] （葡萄牙文）
- Venue information

22°54′50.08″S 43°13′45.60″W / 22.9139111°S 43.2293333°W
| 前任： 月公園體育館 布宜諾斯艾利斯   | 世界籃球錦標賽 決賽場館 1954     | 繼任： 智利國家體育場 聖地亞哥 |
| 前任： 智利國家體育場 聖地亞哥       | 世界籃球錦標賽 決賽場館 1963     | 繼任： 汽缸市立體育館 蒙特維多 |
| 前任： 國立臺灣大學綜合體育館 臺北市 | 世界盃五人制足球賽 決賽場館 2008 | 繼任： 華馬克室內體育館 曼谷   |